# Championnat du Rwanda de football 2010-2011
Navigation
Saison précédente Saison suivante
La saison 2010-2011 du Championnat du Rwanda de football est la soixantième édition du championnat de première division au Rwanda. Les douze meilleures équipes du pays sont regroupées au sein d’une poule unique où ils s’affrontent deux fois au cours de la saison, à domicile et à l’extérieur. En fin de saison, les deux derniers du classement sont relégués et remplacés par les deux meilleurs clubs de deuxième division.
C'est l'APR FC, double tenant du titre, qui est à nouveau sacré cette saison après avoir terminé en tête du classement final avec dix-huit points d’avance sur Kiyovu Sports Association et vingt-trois sur Police FC. Il s’agit du douzième titre de champion du Rwanda de l’histoire du club.

## Qualifications continentales
Le champion du Rwanda se qualifie pour la Ligue des champions de la CAF 2012 et la Coupe Kagame inter-club 2012 tandis que son dauphin obtient son billet pour la Coupe de la confédération 2012.

## Les clubs participants
| - APR FC - Rayon Sports FC - Police FC - Kiyovu Sports Association - Mukura Victory Sports FC - AS Kigali | - Muhanga FC - Promu de D2 - Amagaju FC - Marines FC - Musanze FC - La Jeunesse FC - Promu de D2 - Etincelles FC |

## Compétition
Le barème utilisé pour établir le classement est le suivant :
- Victoire : 3 points
- Match nul : 1 point
- Défaite : 0 point

### Classement
| Rang | Équipe                    | Pts | J  | G  | N  | P  | Bp | Bc | Diff |
| ---- | ------------------------- | --- | -- | -- | -- | -- | -- | -- | ---- |
| 1    | APR FC'T'C                | 59  | 22 | 19 | 2  | 1  | 46 | 9  | +37  |
| 2    | Kiyovu Sports Association | 41  | 22 | 12 | 5  | 5  | 32 | 16 | +16  |
| 3    | Police FC                 | 36  | 22 | 10 | 6  | 6  | 38 | 25 | +13  |
| 4    | Etincelles FC             | 30  | 22 | 8  | 6  | 8  | 26 | 31 | -5   |
| 5    | La Jeunesse FCP           | 29  | 22 | 6  | 11 | 5  | 22 | 24 | -2   |
| 6    | Rayon Sports FC           | 28  | 22 | 7  | 7  | 8  | 25 | 26 | -1   |
| 7    | AS Kigali                 | 28  | 22 | 6  | 10 | 6  | 17 | 18 | -1   |
| 8    | Marines FC                | 24  | 22 | 6  | 6  | 10 | 28 | 31 | -3   |
| 9    | Mukura Victory Sports FC  | 23  | 22 | 7  | 2  | 13 | 18 | 29 | -11  |
| 10   | Amagaju FC                | 22  | 22 | 6  | 4  | 12 | 13 | 24 | -11  |
| 11   | Musanze FC                | 21  | 22 | 5  | 6  | 11 | 15 | 32 | -17  |
| 12   | Muhanga FCP               | 20  | 22 | 5  | 5  | 12 | 14 | 29 | -15  |

|  | Qualification pour la Ligue des champions de la CAF 2012 et la Coupe Kagame inter-club 2012 |
|  | Qualification pour la Coupe de la confédération 2012                                        |
|  | Relégation en deuxième division                                                             |
|  | T : Tenant du titre C : Vainqueur de la Coupe du Rwanda P : Promu de D2                     |

## Bilan de la saison
| Championnat du Rwanda de football 2010-2011 |                           |
| Champion                                    | APR FC (12e titre)        |
| Coupes et trophées                          |                           |
| Vainqueur de la Coupe du Rwanda 2010-2011   | APR FC                    |
| Qualifications continentales                |                           |
| Ligue des champions de la CAF 2012          | APR FC                    |
| Coupe de la confédération 2012              | Kiyovu Sports Association |
| Coupe Kagame inter-club 2012                | APR FC                    |
| Promotions et relégations                   |                           |
| Promus en Première division                 | Espoir FC                 |
| Promus en Première division                 | Nyanza FC                 |
| Relégués en Deuxième division               | Musanze FC                |
| Relégués en Deuxième division               | Muhanga FC                |